# 38046 Красноярськ
38046 Красноярськ (38046 Krasnoyarsk) — астероїд головного поясу, відкритий 20 вересня 1998 року. Названо на честь міста Красноярськ..
Тіссеранів параметр щодо Юпітера — 3,015.